# Медушевский, Андрей Николаевич
Андре́й Никола́евич Медуше́вский (род. 21 февраля 1960, Москва, СССР) — советский и российский историк, социолог, политолог, правовед. Доктор философских наук, профессор.

## Биография
Племянник известного историка О. М. Медушевской. Окончил МГИАИ (1982).
Кандидат исторических наук (1985; диссертация «Феодальные верхи и формирование бюрократии в России первой четверти XVIII в.: источниковедческое исследование»). Доктор философских наук (1994; диссертация «Политическая философия русского конституционализма»). Профессор.
Профессиональные интересы: политическая социология, сравнительное конституционное право, история российской государственности, реформы государственного строя, история государства и права России.
До лета 2012 года — старший, затем ведущий научный сотрудник ИРИ РАН. В 2007—2012 годах — главный редактор журнала «Российская история».
С 1998 года — профессор кафедры (позднее — факультета) прикладной политологии Высшей школы экономики (в 2014 году реорганизован в Департамент политической науки Факультета социальных наук, в 2019 — Департамент политики и управления Факультета социальных наук). В разное время преподавал учебные курсы «История социологии», «Основные направления современной теоретической социологии», «Философия и социология права», «Сравнительное конституционное право и политические институты», «История государства и права России». В настоящее время читает курсы «Социология права» и «Конституционное право и политические институты».
Член экспертного совета ВАК РФ по политологии (с 2016).
Член редакционных коллегий журналов «Мир России», «Конституционное право: восточно-европейское обозрение», «Вестник Европы». Неоднократно выступал с научными докладами и лекциями в университетах Англии, Германии, Франции, Норвегии, Венгрии, Испании (приглашённый профессор университета Карла III в Мадриде), Италии, Израиля, Индии. В качестве аналитика и эксперта участвовал в программах по конституционным процессам и аграрным преобразованиям в России, странах Центральной и Восточной Европы.
Действительный член РАЕН, руководитель отделения «Человек в истории культуры» секции «Гуманитарные науки и творчество» РАЕН.

## Труды
Автор многих научных работ, в том числе:
- Политическая социология и история. Новосибирск, 1991.
- История русской социологии. М., 1993.
- Утверждение абсолютизма в России. М., 1994.
- Демократия и авторитаризм: российский конституционализм в сравнительной перспективе. М., 1998.
- Сравнительное конституционное право и политические институты. М., 2002.
- Проекты аграрных реформ в России XVIII — начало XXI века. М., 2005.
- Теория конституционных циклов. М., 2005.
- Размышления о современном российском конституционализме. М., 2007.

Автор статей («абсолютизм», «парламентаризм», «конституционализм», «реформы», «юридическая школа» и др.) в энциклопедии «Общественная мысль России XVIII — начала XX века» (М., 2005).